# 69594 Ulferika
69594 Ulferika este un asteroid din centura principală de asteroizi.

## Descriere
69594 Ulferika este un asteroid din centura principală de asteroizi. A fost descoperit pe 24 martie 1998 la Drebach de Gerhard Lehmann. Asteroidul prezintă o orbită caracterizată de o semiaxă mare de 2,35 ua, o excentricitate de 0,14 și o înclinație de 3,3° în raport cu ecliptica.